# フォークランド海峡

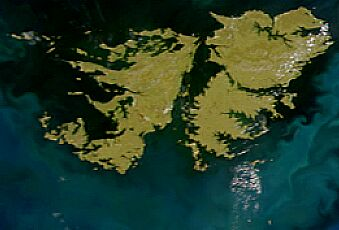
フォークランド海峡は二つの大きな島を分けている海峡である。

フォークランド海峡（英語: Falkland Sound、スペイン語: Estrecho de San Carlos）とは、フォークランド諸島にある海峡である。北東方向から南西方向にかけて走っており、西フォークランド島と東フォークランド島とを隔てている。

## 名称
この海峡は、1690年にジョン・ストロングによって発見された。名称はフォークランド子爵の名を冠してつけられたが、その名称は諸島全体の呼称と海峡の東西にある二つの島にしかつけられていない。スペイン語では、Estrecho de San Carlosと言い、この地に1768年に訪れた船舶、サン・カルロス号の名前を冠している。但し、紛らわしい事に、東フォークランド島に入込んでいる小さな入江はサン・カルロス湾と言い、その船名はサン・カルロス、ポート・サン・カルロス、サン・カルロス川にもつけられている。
ウェルフェア号に乗ったジョン・ストロングは1690年1月29日にポート・ホワードに近いボールド湾で有史上初めて東西のフォークランド島に上陸した。

## 地理
フォークランド海峡にはナロー島、グレート島、ティセン諸島、スワン諸島と言った島々が浮かんでいる。海峡の北端にはエディストーン岩があり、南端にはアーチ諸島がある。
海峡に面する集落としてはアジャックス・ベイ、ポート・サン・カルロス、サン・カルロスが東フォークランド島に、ポート・ホワードとフォックス・ベイが西フォークランド島に存在する。
海峡から伸びる入江には、グラントハム湾、サン・カルロス湾、ルッグレス湾が東フォークランド島に、フォックス湾、ホワード湾が西フォークランド島に存在する。

## 地質

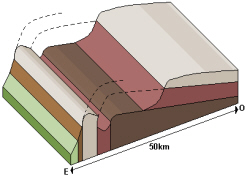
西フォークランド島の沈降 - 海峡は図の左側に見える沈降部分である。

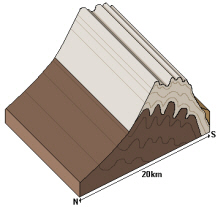
東フォークランド島の沈降 - 海峡は右側にあり、図の右端に相当する。

4億年程前、フォークランド諸島はゴンドワナ大陸の一部であり、現在のアフリカから分離し、アフリカから見て西方に移動した。約1億7000万年前のジュラ紀にはそれぞれ東フォークランド島と西フォークランド島になった陸地の断片は、相対的に120°回転した。その結果、西フォークランド島における褶曲線は南西－北東へ島と同方向に走り、一方、東フォークランド島北部では褶曲が東西に走る。二つの陸地の境界であるフォークランド海峡断層は、海峡の西岸に沿って存在する。若いラフォニア層には褶曲が見られない。
更新世においては、海底は現在より46メートル (151 ft)程浅く、架橋出来る程の深さであったと推定される。